# Defensive end
Defensive end (DE), ala defensiva, extremo defensivo o externo, es un anglicismo utilizado para posición defensiva en el fútbol americano y fútbol canadiense.
Esta posición ha designado a los jugadores en cada extremo de la línea defensiva, pero los cambios en las formaciones han cambiado sustancialmente la forma en que la posición se juega a través de los años. Su función primaria es que los corredores o quarterbacks del equipo contrario no vayan por fuera de la línea de confrontación o scrimmage.
Cuando la jugada ofensiva es carrera la función de ellos es cerrar (dar un golpe para desiquilibrarlo) inside (que se referiría a cuando el tackle ofensivo hace un ángulo para hacerle dos a uno al tackle defensivo). También la función es cerrar trampas (trampas son bloqueos del guardia o tackle del otro lado con el fin de moverte y hacer un hueco para que el corredor pase) y contrabloquear poderes (poderes es un bloqueo del fullback con el fin de hacer un hueco para que pase el halfback) 
Cuando es pase, las alas defensivas tienen como deber llegar al quarterback, a menos que se use una maniobra para cubrir pase.
- Datos: Q903354
- Multimedia: American football defensive ends / Q903354